# Emmanuel Zemmour
Pour les articles homonymes, voir Zemmour.
 (février 2018).
Améliorez-le ou discutez des points à vérifier. 
Emmanuel Zemmour, né le 20 novembre 1987 à Paris, est un ancien syndicaliste étudiant français. Entre 2011 et 2014, il est président de l'Union nationale des étudiants de France (UNEF) avant de devenir conseiller d'Anne Hidalgo à la Mairie de Paris,,. 

## Biographie et formation universitaire
Emmanuel Zemmour naît le 20 novembre 1987 à Paris.
Il obtient un baccalauréat scientifique en 2005 au Lycée Lakanal de Sceaux, où il effectue ensuite une classe préparatoire de lettres et sciences sociales. En 2008, il entre à l'École normale supérieure (ENS) de Paris. En 2009, il obtient une licence d'économie à l'Université Panthéon-Sorbonne. 
Durant ses années étudiantes, Emmanuel Zemmour milite au sein de plusieurs organisations. Il est élu au Conseil national de l'enseignement supérieur et de la recherche (CNESER) jusqu'à l'expiration de son mandat en 2012. 

## Union nationale des étudiants de France
À l'ENS, il est président pendant un an de la section locale de l'UNEF. 
Il devient par la suite membre du bureau national de l'UNEF où il est chargé des questions universitaires avant de succéder à Jean-Baptiste Prévost le 9 avril 2011 comme président de l'UNEF lors du congrès de Montpellier. 
À la suite de l'affaire Leonarda, il interpelle publiquement François Hollande et déplore une certaine continuité avec la politique de son prédécesseur, Nicolas Sarkozy, en matière d’accueil des résidents internationaux. 
Durant son mandat, il a revendiqué l’octroi d’une allocation d’autonomie mensuelle à l’ensemble des jeunes en formation. Il a notamment milité pour l’octroi d’une refonte du système d’aides et des bourses plafonnées. 
Emmanuel Zemmour est réélu à la tête de l'UNEF en avril 2013 et démissionne en janvier 2014, après un mandat de trois ans. William Martinet lui succède.
En novembre 2017, la vague #metoo atteint les organisations politiques de jeunesses françaises. Une enquête du Monde souligne la « violence sexiste » et le « harcèlement sexuel » qui régnait dans les Assemblées Générales Étudiantes (AGE), sous la présidence, entre autres, d'Emmanuel Zemmour.  

## Fonctions à la Mairie de Paris
Il fut conseiller « Participation citoyenne, Démocratie locale, Vie associative, jeunesse » au cabinet d'Anne Hidalgo à la mairie de Paris où il s'occupa du budget participatif de 2014 à 2017,,.